# ادمون نوویکی
ادمون نوویکی (فرانسوی: Edmond Novicki‎؛ زادهٔ ۲۰ سپتامبر ۱۹۱۲) بازیکن سابق فوتبال اهل فرانسه است.
از باشگاه‌هایی که در آن بازی کرده‌است می‌توان به باشگاه فوتبال والنسین، باشگاه فوتبال لانس و باشگاه فوتبال لیل اشاره کرد.
وی همچنین در تیم ملی فوتبال فرانسه بازی کرده‌است.